# Fritz Breithaupt
Fritz Breithaupt (5 de setembro de 1892 - 25 de dezembro de 1944) foi um oficial alemão que serviu durante a Segunda Guerra Mundial. Foi condecorado com a Cruz de Cavaleiro da Cruz de Ferro.

## Carreira

### Patentes
Korvettenkapitän der Reserve

### Condecorações
| Cruz de Ferro 2ª Classe                           |
| Cruz de Ferro 1ª Classe                           |
| Folhas de Carvalho nº 387 10 de fevereiro de 1944 |